# مارسلو خوزه اولیویرا
مارسلو خوزه اولیویرا (به پرتغالی: Marcelo José Oliveira) مدافع اهل برزیل است که در شهر Santa Rita do Sapucaí و در تاریخ ۵ سپتامبر ۱۹۸۱ به دنیا آمده‌است.
مارسلو خوزه اولیویرا در تیم‌های فوتبال کورینتیانس سابقهٔ حضور دارد.